# 手少阴心经
手少陰心經（Heart Meridian of Hand-shaoyin，HT）是一條經脈，十二正经之一，与手太陽小腸經相表里。本經起於極泉，止於少衝，左右各9個腧穴。

## 经脉循行
起于心中，出属于心系，过横膈，下络小肠。
心系向上之脉：挟咽喉上行，系于目系。
心系直行之脉：上行于肺部，横出于腋窝（极泉），沿上臂内侧后缘、肱二头肌内侧沟，至肘窝内侧，沿前臂内侧后缘、尺侧腕屈肌腱之侧，到掌后豌豆骨部，入掌，经小指桡侧至末端（少冲），与手太阳小肠经相接。

## 主治概要
本经主要治疗心、胸、神志病证及本经循行部位的病变。

## 腧穴
1. 極泉(HT1)
2. 青靈(HT2)
3. 少海(HT3)，合穴
4. 靈道(HT4)，經穴
5. 通里(HT5)，絡穴
6. 陰郄(HT6)，郄穴
7. 神門(HT7)，輸穴、原穴
8. 少府(HT8)，滎穴
9. 少衝(HT9)，井穴